# Pázmáneum
Pázmáneum (latinsky Collegium Pazmanianum) je univerzita ve Vídni, založená roku 1623 Petrem Pázmánym jako seminář pro kandidáty studia teologie.
Škola byla založena nákladem 200 000 florinů. Ve své dnešní budově sídlí od roku 1900. Do roku 1953 podléhala ostřihomskému arcibiskupovi; poté ji svatý stolec podřídil arcibiskupovi vídeňskému, aby zabránil vlivu stalinistické církevní politiky MLR.
Jako seminář fungovalo Pázmáneum do roku 1963, do té doby na ní vystudovalo kolem 9000 kněží. Od té doby slouží jako ubytovací zařízení zejména pro studenty teologie. 
Studoval zde mj. Jozef Tiso (1906–1910) nebo pozdější rožňavský biskup Róbert Pobožný; v letech 1971–1975 zde jako exulant bydlel ostřihomský arcibiskup József Mindszenty.